# Niżnije Buzuli
Niżnije Buzuli (ros. Нижние Бузули) – wieś w Rosji, w obwodzie amurskim, w rejonie swobodnieńskim. W 2010 liczyła 920 mieszkańców.